# El huevo de la serpiente
El huevo de la serpiente (título original: Das Schlangenei/ Ormens ägg) es una película dirigida por Ingmar Bergman en 1977 y ambientada en el Berlín de los años 20. 

## Sinopsis
Berlín, noviembre de 1923. Alemania está en el caos a causa de la guerra perdida, las luchas políticas y la inflación y Hitler está preparando el golpe de Estado. En ese ambiente Abel Rosenberg llega a su pensión por la noche y se encuentra con que su hermano Max se ha matado de un tiro. 
Al día siguiente, el inspector Bauer interroga a Abel sobre el suicidio. Por la noche Abel va a un cabaret donde se encuentra con Manuela y le cuenta lo de Max. Se encuentra con Hans Vergérus, un científico al que ha conocido de joven. Abel acompaña a Manuela a la casa. Manuela sostiene que trabaja en una oficina, pero Abel descubre que su lugar de trabajo es un burdel. Bauer lleva a Abel al depósito de cadáveres para identificar a una mujer. Abel pierde los estribos, pero lo sueltan cuando llega Manuela. Abel y Manuela pasan su primera noche juntos en un piso que les ha proporcionado Vergérus.
La pareja empieza a trabajar en una clínica que dirige Vergérus. Abel en el archivo y Manuela en la lavandería. En los clasificadores del archivo hay testimonios de los experimentos con personas que lleva a cabo Vergerus. Abel encuentra a Manuela muerta en la cama. Movido por la rabia y el dolor rompe un espejo, lo que deja al descubierto una cámara oculta. Abel denuncia lo que está ocurriendo y se enfrenta a Vergerus. Vergerus le dice que no tenía intención de hacerles nada y le explica el futuro, que él está ayudando a construir. Vaticina el fracaso de Hitler, pero predice correctamente que alguien como él llegará al poder (sin poder saber que iba a ser Hitler) en diez años, cuando la gente joven de la actualidad se vuelva mayor, que buscará vengar la derrota de la guerra y todo lo relacionado con él, que la gente le seguirá y que parte del futuro también será lo que ha ocurrido en la clínica. También le dice que el futuro próximo de Alemania es predecible como un huevo de serpiente, el cual ya puede ser visto detrás de la cáscara de un huevo así, aunque nadie quiera admitirlo. 
Cuando llega Bauer con sus hombres, Vergérus se suicida ante él con una cápsula de veneno y Abel pierde la conciencia por los acontecimientos. Abel se despierta en un calabozo. Bauer le ofrece un salvoconducto para llegar hasta Suiza y llevarlo al circo, en el que había trabajado antes. Abel acepta. Antes de irse, Bauer le informa del fracaso de Hitler en el intento de golpe estado, lo que aterra a Abel después de haber escuchado a Vergerus. Por ello, de camino a la estación del ferrocarril, Abel se escapa de su guardián y desaparece entre la multitud. Nunca más se le volvió a ver.

## Reparto
- David Carradine - Abel Rosenberg
- Liv Ullmann - Manuela Rosenberg
- Gert Fröbe - Inspector Bauer
- Heinz Bennent - Hans Vergerus
- James Whitmore - Cura
- Glynn Turman - Monroe
- Georg Hartmann - Hollinger
- Edith Heerdegen -  Sra. Holle
- Kyra Mldeck - Sra. Dorst
- Fritz Straßner - Doctor Soltermann
- Hans Quest - Doctor Silbermann
- Hertha von Walther- sin acreditar

## Producción
La película fue rodada en Berlín occidental y fue también la primera película que Ingmar Bergman rodó en el extranjero.